# Masalia decorata
Heliothis decorata là một loài bướm đêm trong họ Noctuidae.